# 河江村
河江村（ごうのえむら）は、熊本県の中部に位置していた村。

## 歴史
- 1889年4月1日 - 河江村、南新田村、北新田村、江頭村が合併して発足。
- 1955年4月1日 - 小野部田村と合併し益南村が発足。

## 学校
- 河江村立河江小学校